# Carcharhinus cautus
Carcharhinus cautus là một loài cá mập và một phần của họ Carcharhinidae. Loài này phổ biến tại vùng nước nông, bờ biển ngoài khơi miền Bắc nước Úc, Papua New Guinea, và quần đảo Solomon. Nó là một loài cá mập tương đối nhỏ có màu hơi nâu hay xám dài 1,0–1,3 m (3,3–4,3 ft), loài này có mõm thẳng và ngắn, đôi mắt hình bầu đục, và vây lưng thứ hai tương đối lớn.